# NGC 4716
NGC 4716 é uma galáxia lenticular (S0) localizada na direcção da constelação de Virgo. Possui uma declinação de -09° 27' 03" e uma ascensão recta de 12 horas, 50 minutos e 33,1 segundos.
A galáxia NGC 4716 foi descoberta em 12 de Abril de 1882 por Ernst Wilhelm Leberecht Tempel.